# Мец-Виль-3
Мец-Виль-3 (фр. Metz-Ville-3) — упразднённый кантон во Франции, регион Лотарингия, департамент Мозель, округ Мец-Виль, часть города Мец.
Численность населения кантона в 1999 году составляла 40058 человек. Код INSEE кантона — 5719. В результате административной реформы в марте 2015 года кантон упразднён.

## Географическое положение
Кантон Мец-Виль-3 занимал центральную коммерческую часть города и юг. Соответствовал кварталам: Маньи, Мец-Центр, Нувель-виль и Саблон.